# Blepharella lodosi
Blepharella lodosi är en tvåvingeart som beskrevs av Louis-Paul Mesnil 1968. Blepharella lodosi ingår i släktet Blepharella och familjen parasitflugor.
Artens utbredningsområde är Ghana. Inga underarter finns listade i Catalogue of Life.